# Muixàrrif-ad-Dawla
Abu-Alí Hàssan Muixàrrif-ad-Dawla, més conegut simplement pel seu làqab com Muixàrrif-ad-Dawla (1003 – maig de 1025) fou emir buwàyhida de l'Iraq (1021–1025). Era fill de Bahà-ad-Dawla mort el 1012.
El 1021 Abu-Alí Hàssan es va revoltar a l'Iraq amb el suport de les tropes turques que es van enfrontar als daylamites que fins aleshores donaven suport al seu germà gran Sultan al-Dawla, i va aconseguir imposar-se a l'Iraq proclamant-se emir amb el títol de Muixàrrif-ad-Dawla. Va acceptar no obstant ser tributari del seu germà i portar el títol de xa de l'Iraq. Sultan al-Dawla va envair l'Iraq però fou derrotat per Muixàrrif; en l'acord del pau del 1022 amb el seu germà Sultan-ad-dawla fou reconegut com a sobirà a l'Iraq i part del Khuzestan, com igual, i amb el títol de shahanshah (rei de reis). Va passar gairebé la resta del seu regnat intentar dominar a les mateixes tropes que l'havien portat al poder.
Musharrif al-Dawla va fer una expedició contra els Kakúyides d'Esfahan que s'havien fet independents dels buwàyhides i s'havien expandit ocupant Hulwan als annàzides; Musharrif al-Dawla va aconseguir la victòria i els va obligar a abandonar Hulwan però els kakuyides van mantenir el gruix dels seus dominis i finalment es va signar la pau i aquesta es va reforçar amb una aliança matrimonial.
Va morir el maig de 1025, només sis mesos després que el seu germà Sultan al-Dawla. Va deixar com a successor al seu fill Jalal-ad-Dawla, però la guarnició de Bagdad va proposar a Abu Kalidjar de Fars de nomenar-lo amir al-umara en lloc de Jalal, que no havia anat a prendre possessió; Abu Kalidjar, en mig del conflicte amb el seu oncle Qawam-ad-Dawla del Kirman, no va poder acceptar però tot i així fou reconegut a Bagdad i es va fer la khutba en nom seu (desembre del 1025 al juny/juliol del 1027). Djalal al-Dawla va atacar Bagdad però fou rebutjat; el juliol de 1027 els turcs de Bagdad el van cridar finalment i fou reconegut.